# Silom-Bagoné
Pour les articles homonymes, voir Silom.
Silom-Bagoné est une localité située dans le département de Legmoin de la province du Noumbiel dans la région Sud-Ouest au Burkina Faso.

## Santé et éducation
Le centre de soins le plus proche de Silom-Bagoné est le centre de santé et de promotion sociale (CSPS) de Legmoin tandis que le centre médical avec antenne chirurgicale (CMA) de la province se trouve à Batié.